# Bartolomeu Trosilho
Bartolomeu Trosilho (c. 1500 – c. 1567) foi um compositor português de  música clássica da Renascença.

## Biografia

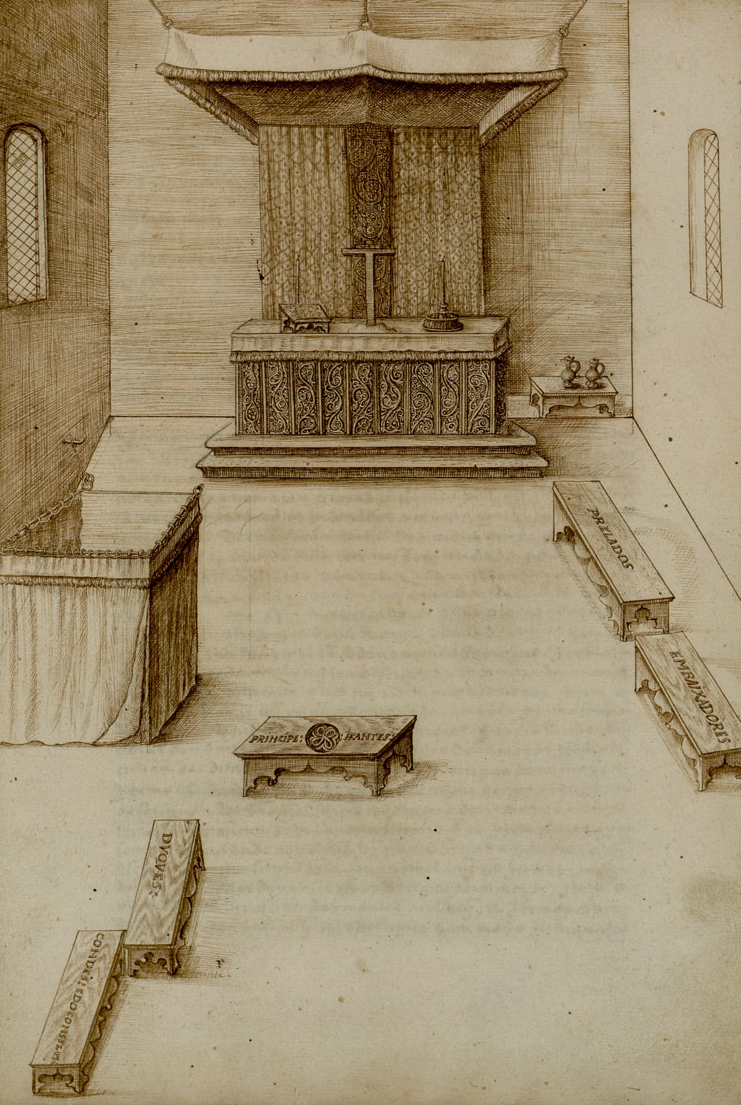
Desenho da Capela Real no século XV.

Bartolomeu Trosilho nasceu por volta de 1500.
Os documentos mais antigos que o referem registam a sua atividade como cantor e músico de câmara real desde, pelo menos, 1532. Em 1548 substituiu Francisco Rodrigues como mestre da Capela Real de D. João III. Eventualmente este rei português no âmbito de uma reforma da sua capela, determinou que os mestres de capela reais haveriam de ser obrigatoriamente clérigos, de modo que Trosilho se viu forçado, já com avançada idade, a tornar-se padre para continuar no cargo.
Morreu por volta de 1567 já no reinado de D. Sebastião. Sucedeu-lhe como mestre de capela António Carreira, o velho.

## Obras
As suas obras sobreviventes incluem a peça coral, "Circumdederunt me" a 4vv (Cercaram-me gemidos mortais, com a rubrica "Pro Defunctis trosilho"), assim como:
- "Alleluia" (2 versões) a 4vv (Trosilho)
- "Benedicamus Domino" a 4vv[4]
- "Dies mei transierunt" a 4vv[5]